# Emilio Rocha Grande

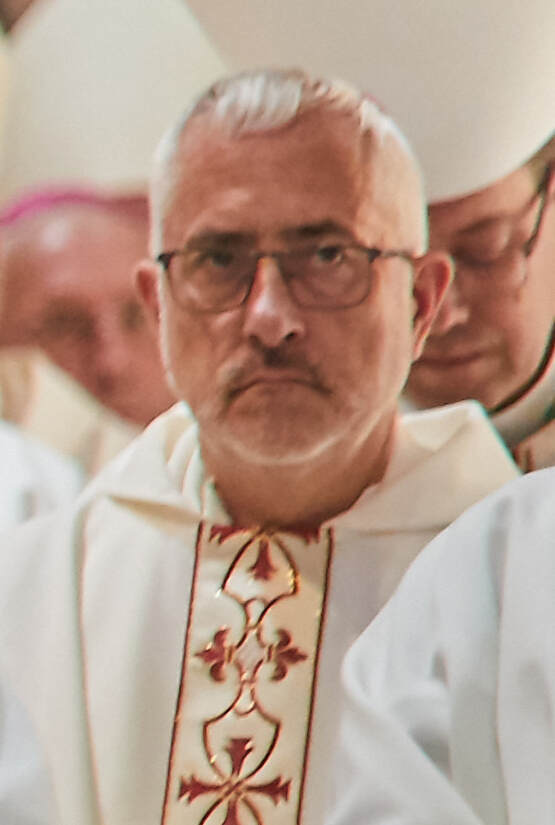
Erzbischof Emilio Rocha Grande OFM in Madrid bei der Amtseinführung von José Cobo Cano als Erzbischof von Madrid (8. Juli 2023)

Emilio Rocha Grande OFM (* 8. Mai 1958 in Madrid) ist ein spanischer römisch-katholischer Ordensgeistlicher und Erzbischof von Tanger in Marokko.

## Leben
Emilio Rocha Grande trat 1975 in die Franziskanerprovinz vom heiligen Gregor dem Großen auf den Philippinen ein, legte am 17. September 1978 in Arenas de San Pedro (Avila) seine erste Profess und am 18. September 1982 in Avila seine feierliche Profess ab. Nach seiner Ausbildung zum Grundschullehrer (1980–1983) und dem Abschluss seines Theologiestudiums am Päpstlichen Athenaeum Antonianum in Rom (1985–1990) empfing er am 16. Februar 1991 in der Kirche San Juan de los Reyes in Toledo das Sakrament der Priesterweihe.
An der Päpstlichen Universität Antonianum erwarb er Abschlüsse in Theologie und Berufungspastoral. Innerhalb der Ordensgemeinschaft war er unter anderem als Professor, Guardian sowie als Verantwortlicher für die Postulanten und die zeitlichen Professen tätig. Mehrfach war er Provinzdefinitor und Generalvisitator der Ordensprovinzen von Cartagena in Murcia 2011 sowie der Provinz Santiago de Compostela 2018. Am 25. Februar 2022 wurde er zum Apostolischen Administrator des vakanten Erzbistums Tanger ernannt.
Papst Franziskus ernannte ihn am 7. Februar 2023 zum Erzbischof von Tanger. Der Erzbischof von Rabat, Cristóbal Kardinal López Romero SDB, spendete ihm am 25. März desselben Jahres die Bischofsweihe. Mitkonsekratoren waren der Apostolische Nuntius in Marokko, Erzbischof Vito Rallo, und sein Amtsvorgänger Santiago Agrelo Martínez OFM.